# Dzwonkówka brązowoostrzowa
Dzwonkówka brązowoostrzowa (Entoloma longistriatum (Peck) Noordel.) – gatunek grzybów z rodziny dzwonkówkowatych (Entolomataceae).

## Systematyka i nazewnictwo
Pozycja w klasyfikacji według Index Fungorum: Entoloma, Entolomataceae, Agaricales, Agaricomycetidae, Agaricomycetes, Agaricomycotina, Basidiomycota, Fungi.
Po raz pierwszy gatunek ten opisał w 1911 r. Charles Horton Peck, nadając mu nazwę Leptonia longistriata. Obecną nazwę nadał mu Machiel Evert Noordeloos w 1988 r. Ma 18 synonimów. Niektóre z nich:
- Entoloma sarcitulum (P.D. Orton) Arnolds 1982
- Leptonia majuscula (Kühner & Romagn.) P.D. Orton 1960
- Leptonia sarcitula P.D. Orton 1960
- Rhodophyllus majusculus Kühner & Romagn. 1954
- Rhodophyllus sarcitulus Kühner & Romagn. 1954[2].

Polską nazwę zarekomendowała w 2025 roku Komisja ds. Polskiego Nazewnictwa Grzybów Polskiego Towarzystwa Mykologicznego.

## Morfologia
Kapelusz
Średnica 15–50 mm, początkowo stożkowaty, dzwonkowaty ze ściętym wierzchołkiem lub półkulisty z podwiniętym brzegiem, później wypłaszczający się i wyraźnie pępkowaty z odgiętym lub prostym brzegiem, higrofaniczny; w stanie wilgotnym przezroczyście prążkowany do połowy promienia lub więcej, ciemno żółtobrązowy z ciemniejszym szarobrązowym środkiem, w stanie suchym blednący. Powierzchnia drobno łuskowata lub pofałdowana na środku, promieniście włóknista w kierunku brzegu.
Blaszki
Od 12 do 40, l = 1–7, dość gęste, szeroko przyrośnięto-wykrojone lub zbiegające ząbkiem, brązowe do różowawo-brązowych. Ostrza całe lub postrzępione tej samej barwy.
Trzon
Wysokość 20–80 mm, grubość 2,5 mm, cylindryczny lub spłaszczony z podłużnym rowkiem, zwężający się lub rozszerzający w kierunku podstawy. Powierzchnia żółtobrązowa u wierzchołka, bardziej szarobrązowa u podstawy, często z metalicznie szarym odcieniem, gładka, naga, błyszcząca, u podstawy z białą grzybnią.
Miąższ
Cienki, pod skórką tej samej barwy co skórka, wewnątrz jaśniejszy, bez zapachu lub ze słabym zapachem. Smak łagodny do lekko nieprzyjemnego, cierpki lub prawie mączny.
Cechy mikroskopowe
Podstawki 4-zarodnikowe ze sprzążkami. Zarodniki 9–15 × 6–10 µm, Q = 1,3–1,9, w widoku z boku 6–9–kątne. Krawędź blaszek sterylna lub częściowo sterylna. Cheilocystydy 25–90 × 10–25 µm, cylindryczne do maczugowatych, czasem septowane, bardzo obfite, tworzące na brzegach gęste skupiska, często z brązowym pigmentem wewnątrzkomórkowym. Strzępki skórki w kapeluszu cylindryczne lub nieco napęczniałe, o szerokości 5–15 µm, typu przejściowego do trichoderma, złożone z nabrzmiałych elementów końcowych o wymiarach 15–90 × 10–25 um. W strzępkach skórki jasnobrązowy, wewnątrzkomórkowy pigment. Brak sprzążek.

## Występowanie i siedlisko
Podano występowanie Entoloma longistriatum w Ameryce Północnej i Południowej, Europie, Azji i Afryce, najwięcej stanowisk podano w Europie. W północno-zachodniej Europie szeroko rozprzestrzeniony, ale rzadki. Brak go w wykazie wielkoowocnikowych grzybów podstawkowych Polski Władysława Wojewody z 2003 r. Po raz pierwszy w Polsce jego stanowiska podano w 2018 r.
Grzyb naziemny występujący wśród traw i mchów na terenach trawiastych, często w pobliżu liściastych lasów. Preferuje gleby wapienne, rzadko spotykany także na glebach torfowych. Owocniki tworzy od lata do jesieni.